# 阿部规秀
阿部规秀（日语：／ Abe Norihide，1887年9月8日—1939年11月7日），日本陆军将领，最高军衔为中将。他是中国抗日战争时期在正面战斗中被八路军击毙的军衔最高的日军将领，也是日本自明治维新创设陆军以来首位阵亡的中将。

## 生平
阿部规秀生于日本青森县北津轻郡七和村（现五所川原市），1907年毕业于日本陆军士官学校第十九期。历任步兵第32聯隊附員、第八师团副官、第十八师团参谋及仙台陆军教导学校学生队长。1935年，任步兵第32聯隊长。1937年8月，升任关东军第1师团步兵第1旅团旅团长，驻屯黑龙江省孙吴地区，并晋升为陆军少将。1939年6月1日，调任侵华日军华北方面军驻蒙军独立混成第2旅团旅团长。同年10月2日，晋升为陆军中将。
1939年11月7日，在河北涞源的黄土岭战斗中，于作战临时指挥部被八路军晋察冀军区第一分区杨成武部战士李二喜用迫击炮击毙。

## 影响

黄土岭战斗中击毙阿部规秀的迫击炮

阿部规秀是八路军在抗日战场上击毙的日军将领中级别最高者。当时，在全国引起强烈的反响，各地的友军、抗日团体、爱国人士纷纷给八路军总部、晋察冀军区发来贺电，全国各大报刊都在显要位置报道了黄土岭战斗的经过并发表祝捷诗文。蒋介石于当年12月就黄土岭战斗向八路军总司令朱德发了嘉奖电报。战斗之后，杨成武在抗日刊物《新长城》上发表题为“名将之花凋谢在太行山上——瞧一瞧八路军是不是游而不击”的文章，驳斥了评价八路军“游而不击”的不公正言论。
击毙阿部规秀的迫击炮现陈列在北京军事博物馆抗日战争馆中。
日本陆军省于11月21日发布了阿部规秀的阵亡公报，描述了阿部规秀因迫击炮弹造成的致命伤而死的情况，并称“大陆战场之花凋谢了”。
根据杨成武的回忆，日本报纸《朝日新闻》于11月下旬以“名将之花凋谢在太行山上”的通栏标题，连续三天刊登悼念文章，大量篇幅刊登日本各界及其家人悼念的消息、照片和纪念文章，称阿部规秀是"护国之花"、"武将之范"、"名将"、"山地战专家"，并称：“自从皇军成立以来，中将级将官的牺牲，是没有这样例子的”。但旅日学者姜克实经过考证后认为《朝日新闻》当时并没有直接以“名将之花凋谢在太行山上”为标题的报道，杨成武的说法可能是根据该报一篇报道的副标题“名将散华太行山险/遗族语忆阿部中将”以及报道中的“护国之花凋谢于太行山脉”联想创造出来的。此外，《朝日新闻》虽然至少在当年11月22日、12月26日和27日数次报道阿部之死及其遗体回国过程，但并非在“11月下旬”“连续三天”。
关于“名将之花”，另有说法称，11月27日，侵华日军在张家口召开了追悼阿部规秀的大会，华北方面军司令官多田骏中将在挽联上写道：“名将之花，凋谢在太行山上”。姜克实认为此说法不实。
阿部规秀死后遗体被火化，其骨灰运回日本东京，安葬在东京多磨陵园。
1941年秋毛泽东将缴获的军大衣送到距离延安30多公里的安塞，奖励给中央军委二局戴镜元，2007年6月27日戴镜元将军大衣捐献给家乡福建省革命历史纪念馆。

## 勋章
- 勳五等八卦章（大韓帝國授予）
- 勳三等瑞寶章
- 功三級金鵄勋章
- 勳一等旭日大綬章
- 支那事變從軍記章